# Robin Carpenter
Robin Carpenter, nascido a 20 de junho de 1992 em Filadélfia, é um ciclista estadounidense que corre atualmente na equipa Rally UHC Cycling.

## Palmarés
2013
- 1 etapa do Joe Martin Stage Race

2014
- 1 etapa do USA Pro Cycling Challenge

2016
- 1 etapa do Tour de Utah
- Tour de Alberta

2017
- Joe Martin Stage Race, mais 1 etapa
- Winston Salem Cycling Classic
- Cascade Cycling Classic

2018
- 2º no Campeonato dos Estados Unidos em Estrada